# 理查德·泰勒 (数学家)
理查德·泰勒（英語：Richard Taylor，1962年5月19日—）是一名英國數學家，主要研究數論。

## 历史
他以前是安德魯·懷爾斯的學生，返回普林斯頓大學協助懷爾斯完成費馬大定理的證明。在证明費馬大定理的过程中，懷爾斯通过證明谷山－志村定理的一個特例来完成前者的证明。費馬大定理的證明發表在兩份論文上，有一份是泰勒和懷爾斯合著。2001年，泰勒又和Breuil、Conrad、Diamond等人一起通过之前懷爾斯的證明方法来证明谷山－志村定理的余下情况，最终证明了整个谷山－志村定理。2002年，美国数学协会頒發柯爾數論獎給他。
1988年他在普林斯頓大學獲博士，1995年至1996年在牛津大學擔任薩維爾幾何學教授。

## 獎項
理查德·泰勒在2007年獲得了邵逸夫獎數學科學獎。

## 外部連結
- 他在哈佛的主頁